# Monumento natural Laguna de Las Marites

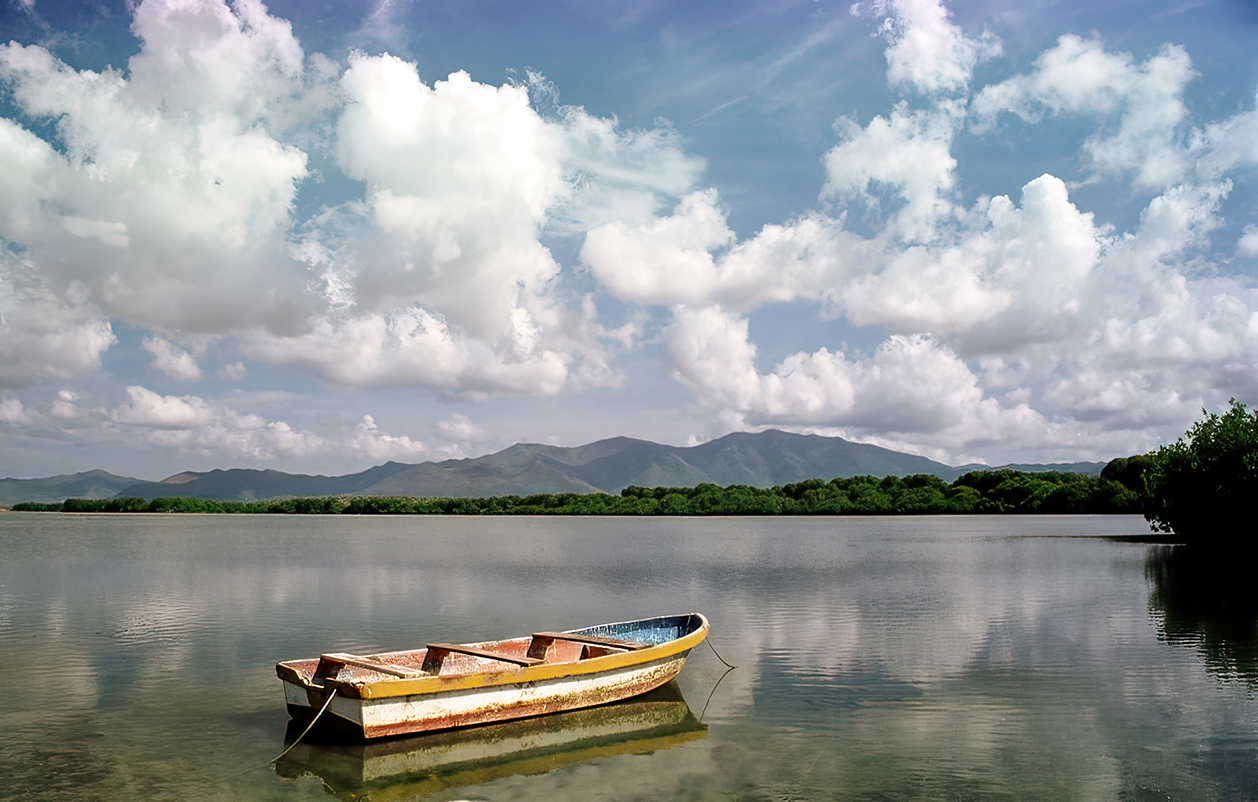
Laguna de las Marites

La laguna de las Marites (10°55′N 63°55′O / 10.917, -63.917), es un espacio natural ubicado en el litoral suroriental de la planicie costera de la isla de Margarita, Venezuela. Fue declarada monumento natural el 27 de febrero de 1974. Tiene una extensión de 3.674 ha, una altitud de 40 m s. n. m. y una temperatura media de 26 °C, con aguas hipersalinas. La vegetación de la laguna costera está compuesta por gran cantidad de manglares negros y rojos, así como praderas de thalassias marinas y algas marinas. En la costa la vegetación es xerófila. Su fauna está compuesta de especies piscícolas c, el jurel, la lisa y el camarón blanco; también circundan la zona especies avícolas coomo el lebranchemo el pelícano, cotúas y diversas garzas.

En este lugar abunda la lemna o lenteja de agua, lo cual explica el olor nauseabundo que despide y se percibe en sus alrededores.